# کریزول
کریزول (انگلیسی: Criswell; ‎/ˈkrɪzwɛl/‎; ۷ اوت ۱۹۰۷ – ۴ اکتبر ۱۹۸۲) با نام واقعی جرون کریزول کونیگ (به انگلیسی: Jeron Criswell Konig) هنرپیشه اهل ایالات متحده آمریکا بود.
از فیلم‌ها یا برنامه‌های تلویزیونی که وی در آن نقش داشته‌است می‌توان به نقشه ۹ از فضای بیرونی، مجلس عیاشی مردگان اشاره کرد.